# Kit-Car Hermsen
Die Kit-Car Hermsen GmbH war ein deutscher Hersteller von Automobilen.

## Unternehmensgeschichte
Thomas Hermsen gründete 1984 das Unternehmen in Kranenburg und begann mit der Produktion von Automobilen. Der Markenname lautete Hermsen. Es ist nicht bekannt, wann die Produktion endete. Der Eintrag im Deutschen Patent- und Markenamt wurde 1997 gelöscht.

## Fahrzeuge
Das Unternehmen stellte Kit Cars her. Vorbild war ein Modell von K. V. A. Cars. Das Modell GT 40 Mark I war eine Nachbildung des Ford GT 40. Für den Antrieb sorgte ein Sechszylindermotor vom Ford Scorpio mit 2900 cm³ Hubraum und 140 PS Leistung. Der Neupreis betrug 18.400 DM für einen Bausatz und etwa 120.000 DM für ein Komplettfahrzeug.